# Trullus inopinatus
Trullus inopinatus är en insektsart som beskrevs av Andrej Vasiljevitj Gorochov 1999. Trullus inopinatus ingår i släktet Trullus och familjen syrsor. Inga underarter finns listade i Catalogue of Life.